# Collegio di Chester South and Eddisbury
Chester South and Eddisbury è un collegio elettorale situato nel Cheshire, nel Nord Ovest dell'Inghilterra, e rappresentato alla Camera dei Comuni del Parlamento del Regno Unito. Elegge un membro del Parlamento con il sistema first-past-the-post, ossia maggioritario a turno unico; l'attuale parlamentare è Aphra Brandreth del Partito Conservatore, che rappresenta il collegio dal 2024.

## Estensione
Il collegio è costituito dai seguenti ward:
- nel borgo di Cheshire East: Audlem, Bunbury, Wrenbury e Wybunbury;
- nel borgo di Cheshire West and Chester: Christleton and Huntington, Farndon, Handbridge Park, Lache, Malpas, Tarporley, Tarvin and Kelsall, Tattenhall e Weaver and Cuddington.

Il collegio copre la maggior parte, e sostituisce, il precedente collegio di Eddisbury, ad eccezione della città di Winsford: include anche le aree di Chester a sud del fiume Dee, provenienti dal precedente collegio di City of Chester, che è stato abolito. Inoltre, Weaverham è stata trasferita dal collegio di Weaver Vale, anch'esso abolito, e Wybunbury proviene dal precedente Crewe and Nantwich.

## Membri del parlamento
| Elezione | Elezione | Deputato        | Partito      |
| -------- | -------- | --------------- | ------------ |
|          | 2024     | Aphra Brandreth | Conservatore |

## Risultati elettorali

### Elezioni negli anni 2020
| Partito                    | Partito                                         | Candidato                  | Risultati 4 luglio 2024 | Risultati 4 luglio 2024 |
| Partito                    | Partito                                         | Candidato                  | Voti                    | %                       |
| -------------------------- | ----------------------------------------------- | -------------------------- | ----------------------- | ----------------------- |
|                            | Conservatore                                    | Aphra Brandreth            | 19 905                  | 37,92                   |
|                            | Laburista                                       | Angeliki Stogia            | 16 848                  | 32,10                   |
|                            | Reform UK                                       | Peter Langley              | 6 414                   | 12,22                   |
|                            | Lib Dem                                         | Rob Herd                   | 5 430                   | 10,35                   |
|                            | Verde                                           | Steve Davies               | 2 278                   | 4,34                    |
|                            | Indipendente                                    | Gillian Edwards            | 1 611                   | 3,07                    |
|                            |                                                 |                            |                         |                         |
| Iscritti                   | Iscritti                                        | Iscritti                   | 74 284                  | 100,00                  |
| ↳ Votanti (% su iscritti)  | ↳ Votanti (% su iscritti)                       | ↳ Votanti (% su iscritti)  | 52 641                  | 70,86                   |
| ↳ Astenuti (% su iscritti) | ↳ Astenuti (% su iscritti)                      | ↳ Astenuti (% su iscritti) | 21 643                  | 29,14                   |
|                            |                                                 |                            |                         |                         |
|                            | Esito: collegio a Conservatore (nuovo collegio) |                            |                         |                         |